# エルンスト・ルートヴィヒ (企業)
エルンスト・ルートヴィヒ（ドイツ語:Ernst Ludwig (Unternehmen)）は、1924年にドイツザクセン州ラウザ（ドイツ語: Lausa (Dresden)）(1999年からドレスデン市)で光学ガラス工場を買収して設立されたカメラ及びカメラレンズを製造する会社。

## 概要
製造するレンズのほとんどが、競合メーカー（カール・ツァイス、カール・ツァイス・イェーナ、メイヤー・オプティック・ゴルリッツ）より下に位置する安価なエントリーレベルのレンズである。
1972年から同社はカメラ・ファブリック・フライタル（ドイツ語: Kamera-Fabrik Woldemar Beier）に統合された。
また、1980年にペンタコンに吸収された。

## 主な製品
エルンスト・ルートヴィヒのレンズは以下のブランド名で販売されていた。
- Auxanar (引伸機用トリプレットレンズ)
- Cosmar (拡張トリプレット)
- Enoldar
- Kosmar (フロントレンズを張り合わせた3群4枚の変則的なトリプレットレンズ)
- Meritar (トリプレットもしくはテッサータイプのレンズ構成)
- Peronar
- Victar (トリプレット)
- Vidal
- Vidanal

特にMeritarはリフレクシオンタ・カメラワーク・タラント（ドイツ語: Reflekta-Kamerawerk Tharandt）(後のウェルタ)によって製造された二眼レフカメラのレンズとして広く使用されていた。